# صموئيل هويت إلبيرت
صموئيل هويت إلبيرت (بالإنجليزية: Samuel Hoyt Elbert)‏ هو لغوي أمريكي، ولد في 8 أغسطس 1907 في دي موين في الولايات المتحدة، وتوفي في 14 مايو 1997.